# Munksgaards Forlag
Munksgaard International Boghandel og Forlag A/S er et forlag der blev oprettet i 1917 af Ejnar Munksgaard og Otto Levin (1878-1933), først under navnet Levin & Munksgaards internationale Boghandel og Forlag på Åboulevarden i København.
Levin & Munksgaard flyttede til Nørregade, København, i 1924, og etablerede sig derved som forlag og boghandel over for Københavns Universitet, ved Frue Plads, Universitetet og Domkirken. Firmaet havde overtaget den tidligere M.P. Madsens Boghandel og Forlag. I 1933 døde Levin, og Munksgaard drev forlaget videre; fra 1938 under navnet Ejnar Munksgaards Forlag. Senere flyttede Munksgaards Forlag til Nørre Søgade 35.
Ejnar Munksgaard blev udgiver af en række internationale videnskabelige tidsskrifter, især inden for medicin og tandlægevidenskab. Munksgaard opbyggede på kort tid dels en stor studenterboghandel med antikvariat, dels et videnskabeligt forlag, der fik verdensry. Han sikrede sig til sit forlag fællesnordiske videnskabelige tidsskrifter, såsom Acta tuberculosea, Acta neurologica et psychiatrica, Acta pathologica et microbiologica, Acta ophthalmologica, Acta orthopædica, Acta philologica, Acta archæologica, Acta ethnologica og Acta linguistica samt tidsskriftet Le Nord, der blev udgivet af de fem nordiske regeringer.
Hans forlag fik udgivelser fra Det Kongelige Danske Videnskabernes Selskab og Det islandske Videnskabernes Selskab i kommission, hvilket resulterede i monumentale kildeudgaver, bl.a. islandske håndskrifter.
Efter Munksgaards død i 1948 fulgte nogle år med skiftende ejere og ledere. I 1964 blev Munksgaards Forlag solgt til det engelske forlag Blackwell Science fra Oxford. Oluf V. Møller (1927-1998), adm. direktør fra 1967, udbyggede udgivelsen af internationale videnskabelige publikationer, især inden for medicin og odontologi. Gennem 1970'erne blev Munksgaard tillige et ledende forlag for skolebøger i Danmark.
Boghandelen i Nørregade solgtes i 1978 og fortsatte som et stadig eksisterende medarbejderejet firma under navnet Atheneum.
I 1987 afløste Joachim Malling Oluf V. Møller. Med opkøb af forlagene Høst & Søn, Skarv, Hans Reitzels Forlag og Rosinante blev paletten af udgivelser udvidet til fag- og håndbøger og skønlitteratur, bl.a. Peter Høegs bøger. Munksgaard blev 1996 medejer af skolebogsforlaget Alinea og af Bogklubben 12 Bøger. Munksgaardgruppen havde i 1997 omkring 180 ansatte og 360 nyudgivne titler.
Fra 1999 blev de bogudgivende afdelinger og redaktioner solgt fra til Gyldendal, og Munksgaard er i dag udelukkende et videnskabeligt forlag med en portefølje af internationale, engelsksprogede videnskabelige tidsskrifter, integreret i Blackwell-gruppen.
I 2000 besluttede ejeren, Blackwell, at samle redaktionen af alle engelsksprogede udgivelser, dvs. både bøger og tidsskrifter, i Oxford. Den dansksprogede del blev solgt til Gyldendal, der etablerede et nyt datterselskab, Munksgaard Danmark. Af det gamle forlag Munksgaard fortsatte i 2002 kun tidsskriftsredaktionen i København under navnet Blackwell/Munksgaard.